# غار گوسفند
غار گوسفند مربوط به دوران پیش از تاریخ ایران باستان است و در شهرستان کازرون، بخش مرکزی، روستای عموئی واقع شده و این اثر در تاریخ ۲۲ مرداد ۱۳۸۴ با شمارهٔ ثبت ۱۳۳۱۷ به‌عنوان یکی از آثار ملی ایران به ثبت رسیده است.